# Lugarteniente general del Reino

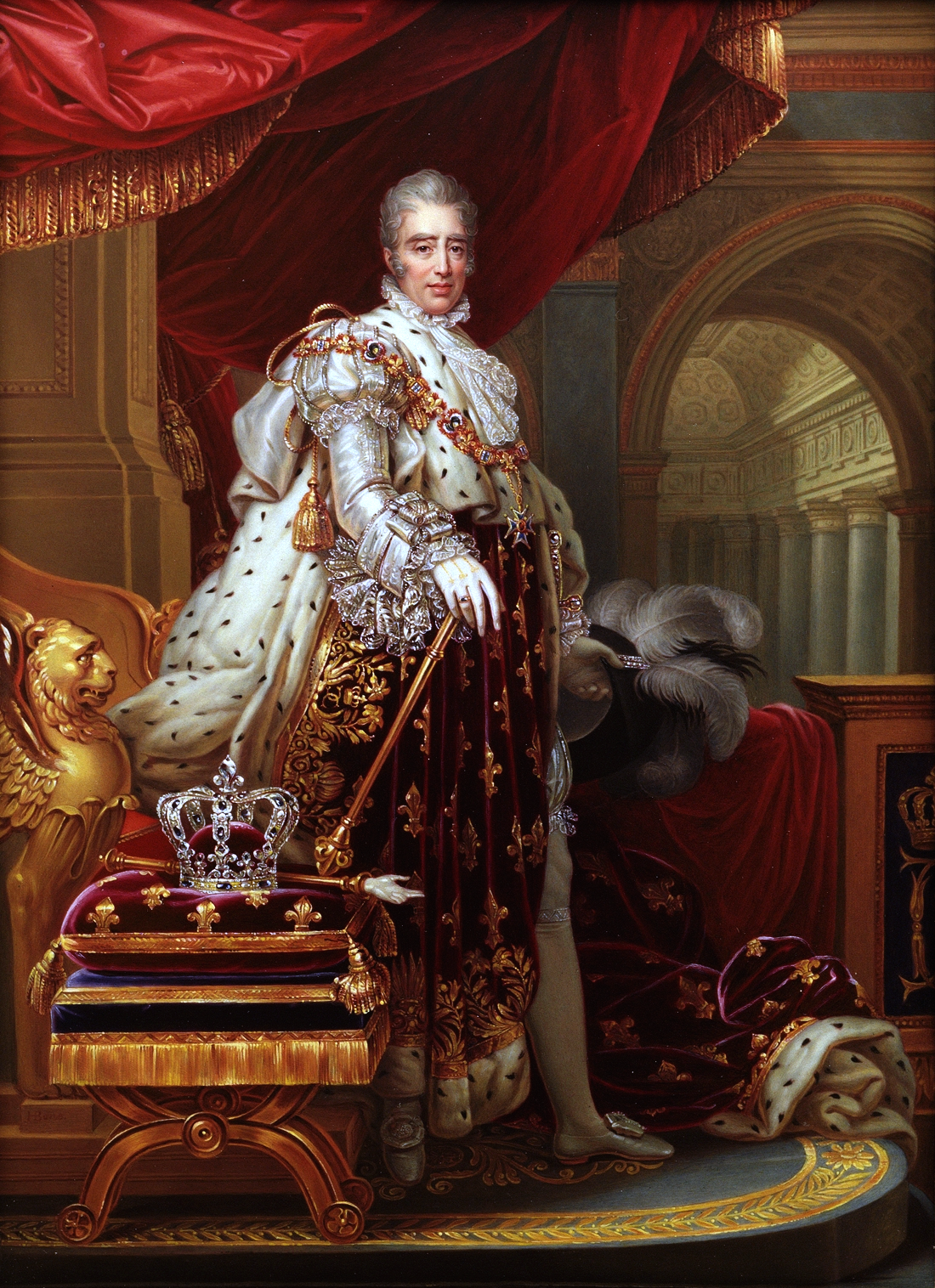
Carlos de Borbón, ya rey de Francia y de Navarra como Carlos X.

Lugarteniente general del Reino (en francés: Lieutenant Général du Royaume) fue un título o cargo que existió en Francia durante el Antiguo Régimen y durante la Restauración borbónica, y en España (bajo la forma lugarteniente del Reino durante el reinado de Carlos II –añadiéndose el "general" ya durante la ocupación francesa—) y que era entregado por el rey a un personaje importante en situaciones de crisis, para que ejerciera en su nombre el poder real.

## En Francia
- Charles de Melun, fue gran maestre de Francia y ejerció las funciones de condestable de Francia; fue decapitado el 20 de agosto de 1468.
- François de Guisa, duque de Guisa, en 1558 y 1560.
- Enrique de Valois, duque de Anjou (futuro Enrique III de Francia), en 1567.
- Carlos de Lorena, duque de Mayenne, en 1589.
- Cardenal Richelieu, en 1629.
- Carlos de Borbón, conde de Artois (futuro Carlos X de Francia), en un primer mandato desde el exilio (1793-1795) y en un segundo mandato, ya como lugarteniente general efectivo (1814).
- Luis Felipe de Orleans (futuro Luis Felipe I), en 1830.

## En Italia
- Humberto II de Italia (1944-1946)

## En España

### Corona de Aragón
El lugarteniente general del Reino (locum tenens) fue un cargo temporal incorporado a la Corona de Aragón en 1365 por la que el monarca delegaba en él sus poderes y atribuciones reales (gobierno y justicia) en determinados territorios, durante su ausencia. Era una especie de alter ego y en los primeros tiempos sobre todo solía recaer en el primogénito u otras personas de la familia real.
Esta figura existió para Cataluña, Aragón y Valencia. En el siglo XV, dependiendo del territorio, el término, con similares características, va siendo sustituido, según el territorio, por el virrey, donde en documentos de la Corona de 1428, parece en latín "vice rex" para referirse al virrey de Sicilia.

### Monarquía Hispánica
Ya a partir de los Reyes Católicos, y en la Monarquía Hispánica, el título que adquirirá más auge será el de virrey, aunque se seguirá conservando en determinados casos, como:
- El cardenal Luis Fernández Portocarrero, consejero de Carlos II de España durante su reinado, fue nombrado por el rey lugarteniente del Reino, cargo que ejerció desde el 29 de octubre hasta el 1 de noviembre de 1700, fecha de defunción del soberano.
- Joaquín Murat, militar y noble francés, cuñado de Napoleón Bonaparte, ejerció el cargo de lugarteniente general del Reino del 4 de mayo al 20 de julio de 1808, hasta la llegada a Madrid de José I.